# 1993-as nápolyi önkormányzati választás
Az 1993-as nápolyi önkormányzati választást 1993. november 21-én és a második fordulót 1993. december 5-én tartották. A választáson megválasztották Nápoly polgármesterét és Nápoly Közgyűlésének 60 képviselőjét.

## Háttér
A városban 1992-ben tartottak utoljára önkormányzati választást, amin a képviselő-testület a szocialista Nello Polesét választotta. Ám 1992 novemberében nyilvánosságra került egy telefonlehallgatás a Nápolyi rendőrkapitányság és az Il Mattino nápolyi napilap főszerkesztőjének beszélgetéséről, amiben Polese személye vált érintett egy bűncselekményben. Az eset úgy derült ki, hogy Salvatora Minichini helyi szocialista képviselőt letartoztatták camorával való szövetkezés vádjával. A polgármester feleségét azzal vádolták, hogy bizonyítékokat akart eltüntetni, amely a polgármester és Minchini közti kapcsolatot bizonyította volna.
1992. november 28-án letartoztatták Polesét, korrupció vádjában, majd helyébe a közgyűlés Francesco Tagliamonte kereszténydemokrata politikus került. Azonban az önkormányzat gondjai nem oldódtak meg: 1993 júliusában ő is lemondásra kényszerült. Nápoly önkormányzata fizetésképtelenné vált, kiderült, hogy több ezer milliárd lírányi pénz ment olyan beruházásokra, amik sosem készültek el, valamint a könyvvizsgálat 2 ezer milliárd líra költségvetési hiányt állapított meg. Emellett a képviselő-testület 26 tagja ellen nyomozás folyt, a Tangentopoli-ügyek kapcsán. Tagliamento lemondásával az utolsó kereszténydemokrata és szocialista bázis is összeomlott Dél-Olaszországban.
Az eset után a Nápolyban harmadik legnagyobb párt, a Baloldali Demokratikus Párt javaslatot  tett arra, hogy előrehozott választás legyen novemberben.

## Választási rendszer
1993. március 25-én életbe lépett a 81-es törvény, amellyel megváltozott az önkormányzati választás: a választók közvetlenül választhatták meg innentől a polgármestereket. Ezt a 15 ezer főnél népesebb településeken lehetett csak. Ha a választáson egyik jelölt sem szerezte meg a szavazatok 50%-át, akkor második fordulót – ballottagio – kellett tartani, amin az első forduló két legtöbb szavazatot kapott jelöltje mehetett tovább. Ennek célja az volt, hogy a polgármester biztos többséggel tudja vezetni a várost.
A közgyűlési mandátumokat tisztán arányos képviseleti szavazáson választották meg, a polgármester-jelöltekre pedig nyílt, preferencia szavazáson lehetett szavazni.

## Pártok és jelöltek
| Párt/Koalíció | Párt/Koalíció            | Koalíció tagjai                     | Koalíció tagjai                | Jelölt neve          |
| ------------- | ------------------------ | ----------------------------------- | ------------------------------ | -------------------- |
|               | Olasz Szociális Mozgalom | Olasz Szociális Mozgalom            | Olasz Szociális Mozgalom       | Alessandra Mussolini |
|               | Baloldali szövetség      |                                     | Baloldali Demokratikus Párt    | Antonio Bassolino    |
|               | Baloldali szövetség      | Kommunista Újraalapítás Pártja      |                                | Antonio Bassolino    |
|               | Baloldali szövetség      | Zöldek Szövetsége                   |                                | Antonio Bassolino    |
|               | Baloldali szövetség      | A Hálózat                           |                                | Antonio Bassolino    |
|               | Baloldali szövetség      | Szocialista Reneszánsz              |                                | Antonio Bassolino    |
|               | -                        |                                     | Olasz Kereszténydemokrata Párt | Massimo Caprara      |
|               | -                        | Olasz Szocialista Párt              |                                | Massimo Caprara      |
|               | -                        | Olasz Demokratikus Szocialista Párt |                                | Massimo Caprara      |
|               | -                        | Olasz Liberális Párt                |                                | Massimo Caprara      |
|               | Szövetség Nápolyért      | Szövetség Nápolyért                 | Szövetség Nápolyért            | Sabatino Santangelo  |

### Antonio Bassolino
Bassolino egy kommunista politikus volt, aki 1987 óta a Képviselőház tagja volt. A volt kommunista utódpárt Baloldali Demokratikus Párt tagja lett 1991-ben, majd a párt országos vezetése küldte Nápolyba, hogy a helyi szervezetben tegyen rendet, ami a Tangentopoli-ügyekben érintett volt. Bassolinót tekintettték a "helyi erős ember"-nek. Bassolino jelöltségét nem csak a párt helyi szervezete, hanem Massimo D'Alema, a párt egyik képviselőházi politikusa is támogatta. Hamarosan a Kommunista Újraalapítás Pártja, és a maffiaellenes Hálózat párt is és a Zöldek Szövetsége is támogatta. A Szocialista Reneszánsz részéről Giorgio Benvenuto az Olasz Munkás Unió (UIL) szakszervezeti konföderáció elnöke valamint számos szakszervezet, szocialista érzelmű politikus, értelmiség és olyan helyi közéletben fontos szereplő is támogatta Bassolino jelöltséget, akiknek elege lett a Camorra bandaháborúkból. Kampánya alatt a város gazdaságának rendben tételéről és a közbiztonság javításáról beszélt.

### Alessandra Mussolini
Az Olasz Szociális Mozgalom Alessandra Mussolinit , a Duce unokáját jelölte, aki már 1992 óta önkormányzati képviselő volt a városban és az akkori választáson jelentős preferencia szavazatot kapott. Mussolini élvezte a párt vezetőségének, többek közt Gianfranco Fini támogatását, emellett Mussolini nem kötődött szorosan a párt hagyományos szárnyához. Vele hitelesen tudta a párt képviselni, hogy a neofasizmusból átment a párt a mérsékeltebb, nemzeti konzervatív , jobboldali liberális ideológiához. Ezzel megtudták szólítani a korábbi kereszténydemokrata szavazókat.  A párt hagyományosan erős bázissal rendelkezett Nápolyban. Mussolini kampánya során arról beszélt, hogy alapvető változások kellenek Nápolyban.

### Massimo Caprara
Massimo Caprara egykori kommunista politikusként Palmiro Togliatti titkára volt. A városi képviselő-testületet korábban vezető kereszténydemokrata-szocialista-szociáldemokrata-liberális koalíció jelölte őt. Caprara ekkoriban az Il Giornale napilap politikai rovatának újságírója és számos cikket írt a maffia és a politika közti viszonyról. A négypárti koalíció több politikusa elleni is rendőrségi eljárás és nyomozás folyt.

## Eredmények

### Polgármester jelöltek

#### Első forduló
| Jelölt neve          | Eredmények                                    | Eredmények    | Eredmények |
| Jelölt neve          | Összesen                                      | Összesen      | Összesen   |
| Jelölt neve          | Párt/koalíció neve                            | Szavazat szám | arány (%)  |
| -------------------- | --------------------------------------------- | ------------- | ---------- |
| Antonio Bassolino    | PDS-RC-FdV-A Hálózat – Szocialista Reneszánsz | 229.649       | 41,62      |
| Alessandra Mussolini | Olasz Szociális Mozgalom                      | 171.315       | 31,05      |
| Massimo Caprara      | DC-PSI-PSDI-PLI                               | 77.643        | 14,07      |
| Sabatino Santangelo  | Szövetség Nápolyért                           | 47.658        | 8,64       |

#### Második forduló[5]
| Jelölt neve          | Eredmények                                    | Eredmények    | Eredmények |
| Jelölt neve          | Összesen                                      | Összesen      | Összesen   |
| Jelölt neve          | Párt/koalíció neve                            | Szavazat szám | arány (%)  |
| -------------------- | --------------------------------------------- | ------------- | ---------- |
| Antonio Bassolino    | PDS-RC-FdV-A Hálózat – Szocialista Reneszánsz | 300.964       | 55,60      |
| Alessandra Mussolini | Olasz Szociális Mozgalom                      | 239.867       | 44,40      |

### Pártok eredményei[6]
| Párt neve                      | Eredmények    | Eredmények |
| Párt neve                      | Összesen      | Összesen   |
| Párt neve                      | Szavazat szám | (%)        |
| ------------------------------ | ------------- | ---------- |
| Olasz Szociális Mozgalom       | 145.873       | 31,16      |
| Baloldali Demokratikus Párt    | 92.475        | 19,76      |
| Olasz Kereszténydemokrata Párt | 46.730        | 9,98       |
| Kommunista Újraalapítás Pártja | 41.453        | 8,86       |
| Szövetség Nápolyért            | 31.818        | 6,80       |
| Olasz Szocialista Párt         | 18.371        | 3,92       |
| Zöldek Szövetsége              | 18.049        | 3,86       |

### Területi eredmények
Az első fordulóban Antonio Bassolino nyert a legtöbb kerületben. Alessandra Mussolini San Giuseppe, San Lorenzo, Mercato, Pendino és San Pietro a Patierno kerületben győzött. Második fordulót is Antonio Bassolino nyerte meg. Pártlistán azonban az Olasz Szociális Mozgalom győzött a legtöbb kerületben, a hagyományosan ipari 6. kerületben a Baloldali Demokratikus Párt győzött valamint a 10. kerületben.